# Mosnay
Mosnay település Franciaországban, Indre megyében. Lakosainak száma 463 fő (2022. január 1.). Mosnay Bouesse, Maillet, Malicornay, Le Pêchereau, Tendu és Velles községekkel határos.

## Népesség
A település népességének változása:
| Lakosok száma | 435  | 429  | 443  | 461  | 483  | 481  | 474  | 472  | 470  | 463  |
|               | 1968 | 1982 | 1990 | 2006 | 2013 | 2015 | 2017 | 2019 | 2020 | 2022 |